# Бо (фамилия)

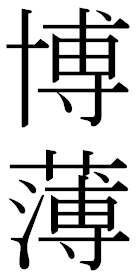

Бо — китайская фамилия (клан). 博 . 薄 .

## Известные Бо
- Бо Гу (博古, пиньинь Bó Gǔ; настоящие фамилия и имя — Цинь Бансянь (秦邦宪, пиньинь Qin Bangxian) (1907 — 8 апреля 1946) — деятель Коммунистической партии Китая, один из её руководителей на начальном этапе существования. Генеральный секретарь КПК с 1932 по 1935 г.
- Бо Ибо — (薄一波, пиньинь Bó Yībō; род. 1908, уезд Динсян, пров. Шаньси — ум. 2007, Пекин) — китайский государственный деятель, представитель политиков старшего китайского поколения, являлся членом «восьмерки бессмертных», в которую входили наиболее авторитетные ветераны китайской революции.
- Бо Силай (кит. 薄熙来) — член Политбюро ЦК КПК, секретарь парткома г. Чунцин.